# Klaus Buchner
Klaus Buchner (ur. 6 lutego 1941 w Monachium) – niemiecki fizyk, wykładowca akademicki i polityk, w latach 2003–2010 przewodniczący Ekologicznej Partii Demokratycznej, poseł do Parlamentu Europejskiego VIII i IX kadencji.

## Życiorys
W latach 1960–1964 studiował fizykę najpierw na Uniwersytecie Ludwika i Maksymiliana w Monachium, następnie na Uniwersytecie Technicznym w Monachium. Później przez rok kształcił się w zakresie fizyki teoretycznej na Uniwersytecie Edynburskim. W latach 1965–1970 pracował w Instytucie Maxa Plancka w Monachium, uzyskując promocję z fizyki eksperymentalnej. Do 1972 był zatrudniony na uczelniach zagranicznych (w Kioto i Czandigarh). Po powrocie do Monachium w 1973 został wykładowcą na wydziale matematyki Uniwersytetu Technicznego, na którym objął stanowisko profesora. W 2006 przeszedł na emeryturę.
Klaus Buchner zaangażował się również w działalność polityczną w ramach Ekologicznej Partii Demokratycznej, do której wstąpił w 1983. Od 1990 kierował radą ekologiczną partii, od 2000 pełnił funkcję wiceprzewodniczącego ugrupowania, następnie w latach 2003–2010 stał na czele tej partii.
W 2014 Klaus Buchner został liderem listy wyborczej Ekologicznej Partii Demokratycznej w wyborach do Parlamentu Europejskiego, w których uzyskał mandat eurodeputowanego VIII kadencji. W 2019 z powodzeniem ubiegał się o reelekcję. W 2020 zrezygnował z zasiadania w PE.